# 가미이타정
가미이타정(일본어: 上板町)은 일본 도쿠시마현 북동부 요시노강의 북안에 있는 이타노군의 정이다.
산업 면에서는 염색천의 원료가 되는 아이스쿠모와 고급 일본식 과자 등에 사용되는 아와와 산본당(阿波和三盆糖, 고급 백설탕)의 산지이기도 하다.

## 인접한 자치체
- 도쿠시마현
  - 요시노가와시
  - 아와시
  - 이타노군 이타노정, 아이즈미정
  - 묘자이군 이시이정

- 가가와현
  - 히가시카가와시

## 역사
- 1955년 - 이타노군 마쓰시마정, 오야마촌, 묘자이군 다카시촌 등 1정 2촌이 합병해 가미이타정이 되었다.

## 교통

### 도로
- 도쿠시마 자동차도